# Siman (Siman)
Siman is een bestuurslaag in het regentschap Ponorogo van de provincie Oost-Java, Indonesië. Siman telt 2647 inwoners (volkstelling 2010).